# Schottische Badmintonmeisterschaft 2025
Die Schottische Badmintonmeisterschaft 2025 fand vom 31. Januar bis zum 2. Februar 2025 in Glasgow statt.

## Medaillengewinner
| Disziplin    | Gold                                | Silber                             | Bronze                            |
| ------------ | ----------------------------------- | ---------------------------------- | --------------------------------- |
| Herreneinzel | Callum Smith                        | Matthew Waring                     | Angus Meldrum                     |
| Herreneinzel | Callum Smith                        | Matthew Waring                     | James Robertson                   |
| Dameneinzel  | Rachel Sugden                       | Katrina Chan                       | Vibha Raman                       |
| Dameneinzel  | Rachel Sugden                       | Katrina Chan                       | Pranavi Singh                     |
| Herrendoppel | Christopher Grimley Matthew Grimley | Angus Meldrum Adam Pringle         | Calum Flockhart Jack Riddell      |
| Herrendoppel | Christopher Grimley Matthew Grimley | Angus Meldrum Adam Pringle         | Callum Crangle Josh Taylor        |
| Damendoppel  | Julie MacPherson Ciara Torrance     | Holly Newall Toni Woods            | Ishbel Mccallister Brooke Stalker |
| Damendoppel  | Julie MacPherson Ciara Torrance     | Holly Newall Toni Woods            | Amy Craig Katie Stewart           |
| Mixed        | Adam Pringle Julie MacPherson       | Christopher Grimley Ciara Torrance | Matthew Grimley Brooke Stalker    |
| Mixed        | Adam Pringle Julie MacPherson       | Christopher Grimley Ciara Torrance | Jack MacGregor Toni Woods         |